# Scheich Haidar

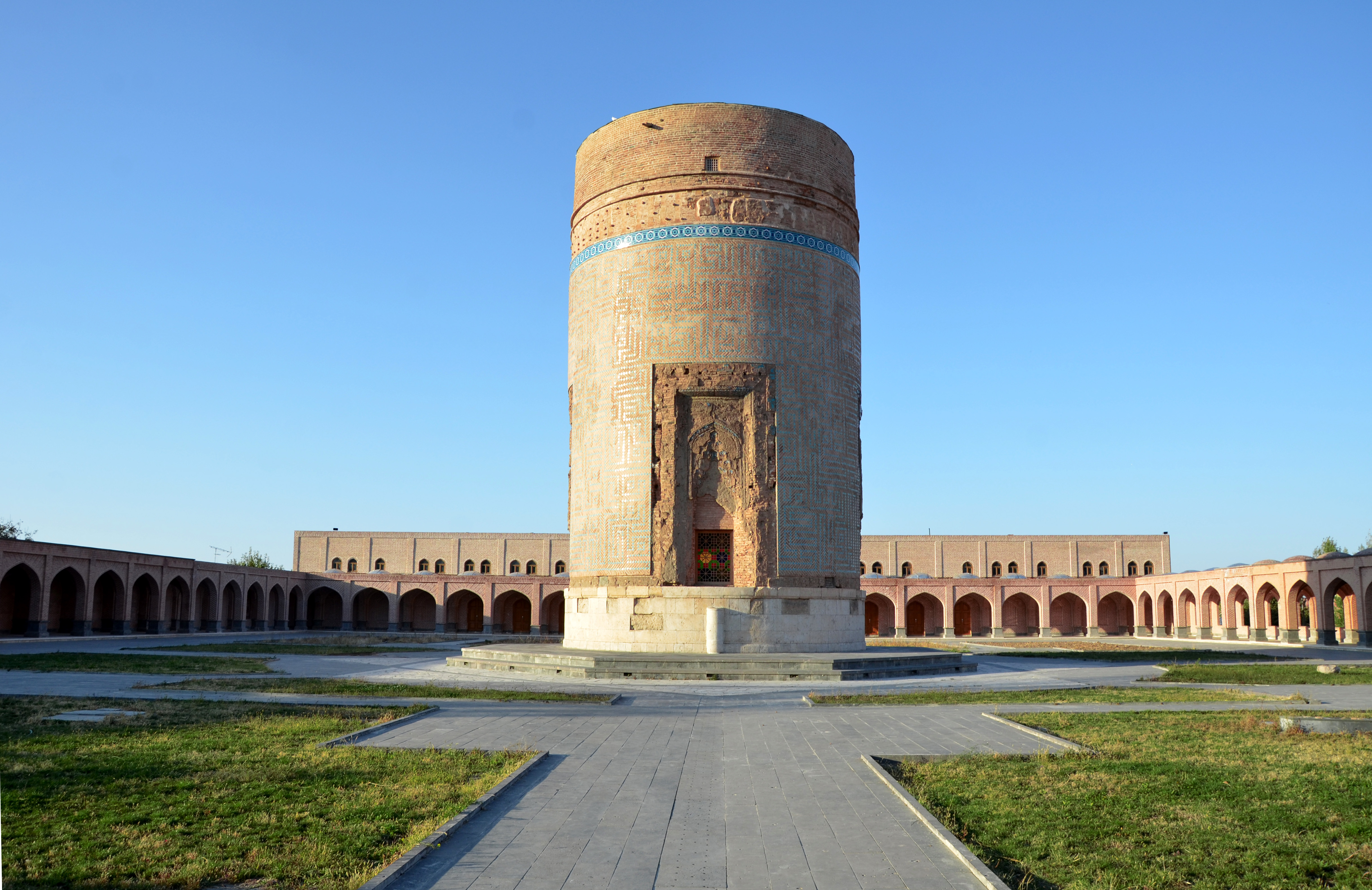
Das Grabmal des Scheich Haidar in Meschginschahr

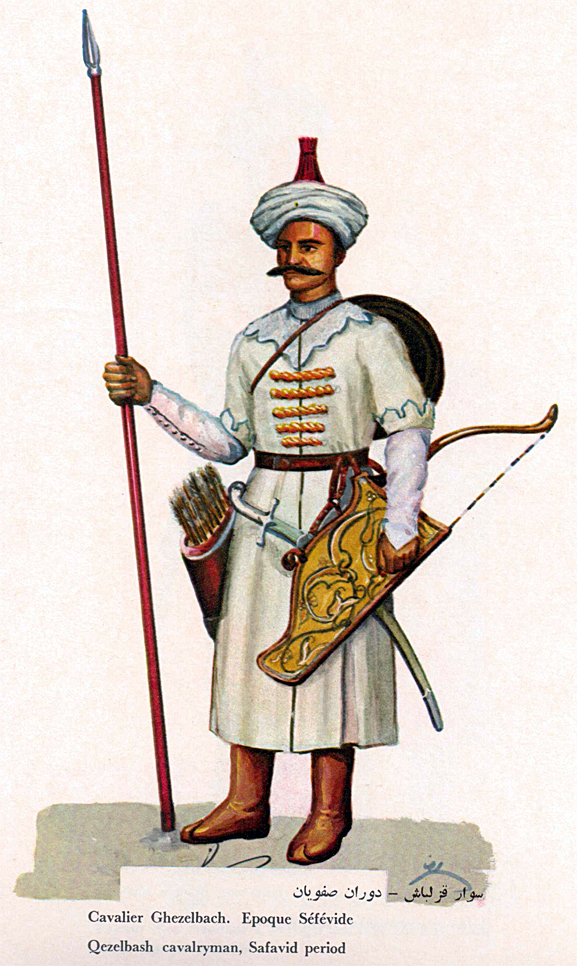
Ein safawidischer Kizilbasch-Soldat mit der typischen roten Kopfbedeckung

Scheich Haidar, auch Haidar Safawi (persisch حيدر صفوى, DMG Ḥaidar-e Ṣafawī; * 1459 oder 1460 in Diyarbakır in Ostanatolien; † Juli 1488 bei Derbent im Nordkaukasus), war seit 1460 der fünfte Führer des schiitischen Safawidenordens. Sein Vater und Vorgänger war Scheich Dschunaid und seine Mutter Chadidscha Begum, die Schwester des Aq-Qoyunlu-Herrschers Uzun Hasan. Scheich Haidar selber war mit Halime Alamschah Begom, einer Tochter Uzun Hasans verheiratet. Aus dieser Ehe gingen die drei Söhne Ali Mirza, Ibrahim und Ismail hervor. Diese Heiraten zwischen den Safawiyyaführern und den Aq Qoyunlu hatten eine Tradition und führten zu einer Allianz beider Familien. Als die Gegner der Aq Qoyunlu, die Qara Qoyunlu, 1467 endgültig besiegt wurden, fing die Allianz langsam an zu bröckeln. Aber Scheich Haidar vermied eine offene Konfrontation mit Uzun Hasan und wandte seine Kräfte gegen die Tscherkessen und Alanen im Kaukasus. Scheich Haidar führte in den Jahren 1483, 1487 und 1488 jeweils einen Feldzug gegen sie, wobei er das Territorium der Schirwanschahs durchqueren musste. Als aber Haidar beim dritten Feldzug das Reich der Schirwanschahs selbst angriff und deren Hauptstadt Şamaxı plünderte, wandte sich der Schirwanschah Farrukh Yassar an seinen Schwiegersohn Yaqub, den amtierenden Aq Qoyunlu-Herrscher, der als Sohn Uzun Hasans auch Schwager Haidars war. Zusammen besiegten sie am 9. Juli 1488 Haidar südwestlich der Stadt Derbent, wo sie ihn töteten und seine Leiche enthaupteten. Sein Kopf wurde später in Täbris bestattet. Haidars Vater Dschunaid war wenige Jahre zuvor am selben Ort gestorben.
Die Nachfolge ging auf seinen Sohn Ali Mirza über, der 1494 ebenfalls während eines Konflikts mit den Aq Qoyunlu ums Leben kam. Dessen jüngerer Bruder Ismail führte den Orden zur Macht, gründete das Safawidenreich und besiegte die Aq Qoyunlu. Er ließ 1509 den Leichnam seines Vaters bergen und nach Ardabil überführen, wo Haidar in einem Mausoleum seine letzte Ruhe fand.
Es wird gesagt, dass die typische Kopfbedeckung der Kizilbasch – Anhänger der Safawiyya – auf Haidar zurückgeht. Er entwarf die rote Kopfbedeckung mit den zwölf Zwickeln, die stellvertretend für die zwölf Imame der Zwölferschiiten stehen. Daher wird die Bedeckung auch persisch ترك حيدرى, DMG Tark-e Ḥaidarī, ‚Haidar'scher Helm‘ genannt.